# Ayumu Yokoyama
Ayumu Yokoyama (Tokio, 4 maart 2003) is een Japans voetballer die door Birmingham City wordt uitgeleend aan KRC Genk.

## Clubcarrière
Yokoyama kwam als kind uit voor FC Tucano en kwam later uit voor het schoolteam van de Tokai Universiteit. In het seizoen 2021 debuteerde hij in het shirt van Matsumoto Yamaga in de J2 League. In zijn debuutseizoen bij Matsumoto Yamaga degradeerde hij naar de J3 League. Yokoyama bleef bij de club en scoorde in het seizoen 2022 elf competitiedoelpunten voor de club, waarmee hij clubtopschutter werd.
In december 2022 kondigde eersteklasser Sagan Tosu aan dat het Yokoyama had aangetrokken voor het seizoen 2023. Yokoyama speelde anderhalf seizoen voor de club uit Tosu en versierde in de zomer van 2024 een transfer naar de Engelse derdeklasser Birmingham City. In zijn eerste halve seizoen verzamelde hij er tien invalbeurten in de League One. In de bekercompetities kreeg Yokoyama meer kansen: in de bekercompetities (FA Cup, League Cup en EFL Trophy) kwam hij opgeteld aan zeven basisplaatsen en twee invalbeurten. Om hem meer speeltijd te gunnen, leende Birmingham hem in februari 2025 voor de rest van het seizoen uit aan Jong Genk, het beloftenelftal van KRC Genk dat uitkomt in Eerste klasse B.
Na afloop van deze uitleenbeurt besliste Genk om de aankoopoptie die ze op Yokoyama hadden te lichten. Hij werd hiermee definitief overgenomen van Birmingham City en tekende een contract voor 4 seizoenen. Yokoyama werd voor aanvang van het seizoen 2025/26 opgenomen in de A-kern onder leiding van de Duitse coach Thorsten Fink.

## Interlandcarrière
Yokoyama werd in februari 2023 geselecteerd voor de Asian Cup onder 20 in Oezbekistan. Japan sneuvelde er in de halve finale na strafschoppen tegen Irak.